# Corallus annulatus
Espèce
Synonymes
- Xiphosoma annulatum Cope, 1876
- Boa annulata colombiana Rendahl & Vestergren, 1941
- Corallus annulatus colombianus (Rendahl & Vestergren, 1941)

Statut CITES
Corallus annulatus est une espèce de serpents de la famille des Boidae.

## Répartition
Cette espèce se rencontre au Guatemala, au Honduras, au Nicaragua, au Costa Rica, au Panamá, en Colombie et en Équateur.

## Publications originales
- Cope, 1876 "1875" : On the Batrachia and Reptilia of Costa Rica : With notes on the herpetology and ichthyology of Nicaragua and Peru. Journal of the Academy of Natural Sciences of Philadelphia, sér. 2, vol. 8, p. 93–154 (texte intégral).
- Rendahl & Vestergren, 1941 "1940" : Notes on Colombian snakes. Arkiv för Zoologi, vol. 33, p. 1-16.